# Odo Bujwid
Odo Bujwid (Vilnius, 1857. november 30. – Krakkó, 1942. december 26.) lengyel bakteriológus, eszperantista. A lengyelországi bakteriológia megalapítója.

## Életútja
1857. november 30-án Vilniusban született egy elszegényedett litván nemesi családba. Családjával Varsóba költözött, ahol apja hivatalnokként dolgozott a városházán. A Varsói Egyetemen orvostudományt tanult, majd Berlinben Robert Kochnál, Párizsban Louis Pasteurnél képezte tovább magát a bakteriológia területén. Hazatérve, Varsóban megalapította Lengyelország első veszettség megelőző és élelmiszeripari termékeket vizsgáló intézetét.
1883-ban a Jagelló Egyetem Orvostudományi Karának Tanácsa felajánlotta neki az újonnan létrehozott Higiéniai Tanszék vezetését, ezért Krakkóba költözött. Számos tudományos értekezés publikálása mellett aktív volt a közéletben is. 1896-ban Krakkó város tanácsosává választották. Támogatója volt az oktatás népszerűsítésének, az első leánygimnázium szervezője. Feleségével együtt támogatta a nők küzdelmét, hogy egyetemi tanulmányokat folytathassanak. A két világháború közötti időszakban tagja volt az elnök személyes tanácsának, majd 1931–33-ban az ideiglenes városi tanácsnak. Népszerűsítette az eszperantó nyelvet, a Lengyel Eszperantó Klub tiszteletbeli tagja lett, és kezdeményezte a Lengyel-Jugoszláv Társaság létrehozását is.
75 éves korában, felesége halála után, naplót kezdett írni, először feleségének írt leveleket, majd klasszikus naplójegyzetek formájában. 1942. december 25-én hunyt el. A krakkói Rakowicki temetőben temették el (XVIII. parcella, déli bal szakasza – Bielicki család).

## Családja
1886-ban kötött házasságot Kazimiera Klimontowskával, az első lengyelországi feminista mozgalom egyik legfontosabb alakjával. Hat gyermekük született: Kazimiera, Zofia, Jadwiga, Helena, Stanisław és Jan.
Helena lánya az első nő volt Lengyelországban, aki 1923. május 5-én állatorvosi oklevelet kapott, miután kiváló általános eredménnyel végzett a Lwówi Állatorvosi Akadémián. Stanisław fia (1895–1951) lovas hadnagy a lengyel hadsereg tartalékosa és mérnök volt. A legfiatalabb testvér, Jan (1899–1984) a lengyel hadsereg tartalékos gyalogos kapitánya, mérnök volt. A második világháború előtt ismert szarvasmarha-tenyésztő, tudós és kiváló evezőedző volt. Többek között Roger Verey és Jerzy Ustupski Európa-bajnokok és olimpiai érmes evezősöket edzette.

## Fordítás
- Ez a szócikk részben vagy egészben  az   Odo Bujwid című lengyel Wikipédia-szócikk ezen változatának fordításán alapul.  Az eredeti cikk szerkesztőit annak laptörténete sorolja fel. Ez a jelzés csupán a megfogalmazás eredetét és a szerzői jogokat jelzi, nem szolgál a cikkben szereplő információk forrásmegjelöléseként.